# Zapasy na Letnich Igrzyskach Olimpijskich 1936 – kategoria do 66 kg w stylu klasycznym
Zmagania mężczyzn do 66 kg to jedna z siedmiu męskich konkurencji w zapasach w stylu klasycznym rozgrywanych podczas Letnich Igrzysk Olimpijskich 1936. Pojedynki w tej kategorii wagowej odbyły się w dniach 6 – 9 sierpnia.
Punktacja opierała się na systemie "złych punktów karnych". Zwycięzca otrzymywał zero punktów za wygraną przez "tusz" (łopatki), a jeden za zwycięstwo decyzją trzech sędziów. Za porażkę na punkty zawodnik otrzymywał trzy punkty. Przegranie walki przez łopatki lub decyzją jednogłośną trzech sędziów skutkowało dwoma punktami karnymi. Za porażkę 1-2 przyznawano 2 punkty. Uzyskanie pięciu lub więcej punktów eliminowało zapaśnika z turnieju. 

## Klasyfikacja[1]
| Pozycja | Nazwisko           | Kraj             |
| ------- | ------------------ | ---------------- |
| 1       | Lauri Koskela      | Finlandia        |
| 2       | Jozef Herda        | Czechosłowacja   |
| 3       | Voldemar Väli      | Estonia          |
| 4       | Herbert Olofsson   | Szwecja          |
| 5       | Alberto Molfino    | Włochy           |
| 6       | Arild Dahl         | Norwegia         |
| 7       | Zbigniew Szajewski | Polska           |
| 8       | Filip Borlovan     | Rumunia          |
| 9       | Aage Meyer         | Dania            |
| 9       | Imam Hasan Ali     | Królestwo Egiptu |
| 9       | Oskar Holinger     | Szwajcaria       |
| 9       | Saim Arıkan        | Turcja           |
| 13      | Josef Grahsl       | Austria          |
| 14      | Heini Nettesheim   | III Rzesza       |
| 14      | Sotirios Vatanidis | Grecja           |
| 14      | József Kálmán      | Węgry            |
| 17      | Adolphe Osselaer   | Belgia           |
| 18      | Metty Scheitler    | Luksemburg       |

## Wyniki

### Pierwsza runda[2]
| Zwycięzca          | Punkty karne | Wynik        | Przegrany          | Punkty karne |
| ------------------ | ------------ | ------------ | ------------------ | ------------ |
| Alberto Molfino    | 0            | Łopatki      | Sotirios Vatanidis | 3            |
| Herbert Olofsson   | 1            | Decyzja, 3:0 | Josef Grahsl       | 3            |
| Zbigniew Szajewski | 1            | Decyzja, 2:1 | Imam Hasan Ali     | 2            |
| Aage Meyer         | 0            | Łopatki      | Metty Scheitler    | 3            |
| Voldemar Väli      | 0            | Łopatki      | Arild Dahl         | 3            |
| Lauri Koskela      | 1            | Decyzja, 2:1 | Heini Nettesheim   | 2            |
| Saim Arıkan        | 1            | Decyzja, 3:0 | Adolphe Osselaer   | 3            |
| Filip Borlovan     | 1            | Decyzja, 2:1 | József Kálmán      | 2            |
| Jozef Herda        | 0            | Łopatki      | Oskar Holinger     | 3            |

### Druga runda[3]
| Zwycięzca        | Punkty karne | Wynik        | Przegrany          | Punkty karne |
| ---------------- | ------------ | ------------ | ------------------ | ------------ |
| Herbert Olofsson | 1            | Łopatki      | Alberto Molfino    | 3            |
| Josef Grahsl     | 4            | Decyzja, 2:1 | Sotirios Vatanidis | 5            |
| Imam Hasan Ali   | 3            | Decyzja, 3:0 | Aage Meyer         | 3            |
| Arild Dahl       | 4            | Decyzja, 3:0 | Zbigniew Szajewski | 4            |
| Voldemar Väli    | 1            | Decyzja, 3:0 | Heini Nettesheim   | 5            |
| Lauri Koskela    | 1            | Łopatki      | Adolphe Osselaer   | 6            |
| Filip Borlovan   | 2            | Decyzja, 2:1 | Saim Arıkan        | 3            |
| Jozef Herda      | 1            | Decyzja, 3:0 | József Kálmán      | 5            |
| Oskar Holinger   | 3            | Bez walki    |                    |              |
|                  |              | Rezygnacja   | Metty Scheitler    | -            |

### Trzecia runda[4]
| Zwycięzca          | Punkty karne | Wynik        | Przegrany      | Punkty karne |
| ------------------ | ------------ | ------------ | -------------- | ------------ |
| Alberto Molfino    | 3            | Łopatki      | Oskar Holinger | 6            |
| Herbert Olofsson   | 2            | Decyzja, 3:0 | Imam Hasan Ali | 6            |
| Zbigniew Szajewski | 4            | Łopatki      | Josef Grahsl   | 7            |
| Arild Dahl         | 4            | Łopatki      | Aage Meyer     | 6            |
| Voldemar Väli      | 2            | Decyzja, 3:0 | Saim Arıkan    | 6            |
| Lauri Koskela      | 1            | Łopatki      | Filip Borlovan | 5            |
| Jozef Herda        | 1            | Bez walki    |                |              |

### Czwarta runda[5]
| Zwycięzca        | Punkty karne | Wynik     | Przegrany          | Punkty karne |
| ---------------- | ------------ | --------- | ------------------ | ------------ |
| Jozef Herda      | 1            | Łopatki   | Alberto Molfino    | 6            |
| Herbert Olofsson | 2            | Łopatki   | Arild Dahl         | 7            |
| Voldemar Väli    | 2            | Łopatki   | Zbigniew Szajewski | 7            |
| Lauri Koskela    | 1            | Bez walki |                    |              |

### Piąta runda[6]
| Zwycięzca     | Punkty karne | Wynik        | Przegrany        | Punkty karne |
| ------------- | ------------ | ------------ | ---------------- | ------------ |
| Lauri Koskela | 2            | Decyzja, 2:1 | Jozef Herda      | 3            |
| Voldemar Väli | 2            | Łopatki      | Herbert Olofsson | 5            |

### Szósta runda[7]
| Zwycięzca     | Punkty karne | Wynik        | Przegrany     | Punkty karne |
| ------------- | ------------ | ------------ | ------------- | ------------ |
| Lauri Koskela | 3            | Decyzja, 2:1 | Voldemar Väli | 4            |
| Jozef Herda   | 3            | Bez walki    |               |              |

### Siódma runda[8]
| Zwycięzca   | Punkty karne | Wynik        | Przegrany     | Punkty karne |
| ----------- | ------------ | ------------ | ------------- | ------------ |
| Jozef Herda | 3            | Decyzja, 3:0 | Voldemar Väli | 7            |